# AAA世界混合タッグチーム王座
AAA世界混合タッグチーム王座は、AAAが管理、認定している王座。

## 歴代王者
| 歴代   | タッグチーム                                            | 戴冠回数 | 獲得日付       | 獲得場所                                   |
| ------ | ------------------------------------------------------- | -------- | -------------- | ------------------------------------------ |
| 初代   | エレクトロ・ショック & レディ・アパッチェ               | 1        | 2003年6月15日  | メヒコ州ナウカルパン                       |
| 第2代  | チェスマン & ティファニー                               | 1        | 2003年9月16日  | サン・ルイス・ポトシ州サン・ルイス・ポトシ |
| 第3代  | グラン・アパッチェ & ファビー・アパッチェ               | 1        | 2004年8月1日   | ヌエボ・レオン州グアダルーペ               |
| 第4代  | オリエンタル & シンティア・モレノ                       | 1        | 2005年12月10日 | ハリスコ州グアダラハラ                     |
| 第5代  | グラン・アパッチェ & マリー・アパッチェ                 | 1        | 2007年11月30日 | メキシコシティ                             |
| 第6代  | オリエンタル & シンティア・モレノ                       | 2        | 2008年9月14日  | メヒコ州ナウカルパン                       |
| 第7代  | アエロ・スター & ファビー・アパッチェ                   | 1        | 2008年9月6日   | イダルゴ州パチューカ                       |
| 第8代  | アレックス・コズロフ & クリスティーナ・ヴォン・イーリー | 1        | 2010年7月2日   | キンタナ・ロー州プラヤ・デル・カルメン     |
| 第9代  | ピンピネラ・エスカルラタ & ファビー・アパッチェ         | 1        | 2010年10月1日  | メキシコシティ                             |
| 第10代 | アラン・ストーン & ジェニファー・ブレイク               | 1        | 2011年3月13日  | ミチョアカン州モレリア                     |
| 第11代 | ハロウィン & マリー・アパッチェ                         | 1        | 2012年10月7日  | サン・ルイス・ポトシ州サン・ルイス・ポトシ |
| 第12代 | ドラゴ & ファビー・アパッチェ                           | 1        | 2013年7月19日  | ベラクルス州ハラパ                         |
| 第13代 | ペンタゴン・ジュニア & セクシー・スター                 | 1        | 2014年4月19日  | メキシコシティ                             |
| 第14代 | ニノ・アンブルゲサ & ビッグ・マミ                       | 1        | 2017年6月19日  | タマウリパス州ヌエボ・ラレド               |
| 第15代 | ビジャノ3号ジュニア & レディ・マラビヤ                  | 1        | 2019年8月3日   | メキシコシティ                             |
| 第16代 | アレス & チック・トルメンタ                             | 1        | 2021年10月11日 | ベラクルス州ハラパ                         |
| 第17代 | サミー・ゲバラ & タイ・コンティ                         | 1        | 2022年4月30日  | ヌエボ・レオン州モンテレイ                 |
| 第18代 | アビスモ・ネグロ・ジュニア & フラメル                   | 1        | 2022年12月28日 | ゲレーロ州アカプルコ                       |
| 第19代 | クレイジー・スティーブ & ハボック                       | 1        | 2024年10月6日  | ハリスコ州グアダラハラ                     |
| 第20代 | ミスター・イグアナ & ラ・イエドラ                       | 1        | 2024年12月8日  | ヌエボ・レオン州モンテレイ                 |